# Anartomima nigrofasciata
Anartomima nigrofasciata är en fjärilsart som beskrevs av Rudolf Rangnow 1935. Anartomima nigrofasciata ingår i släktet Anartomima och familjen nattflyn. Inga underarter finns listade i Catalogue of Life.